# کستوتیس اسمیرنوا
کستوتیس اسمیرنوا (انگلیسی: Kęstutis Smirnovas؛ زادهٔ ۸ آوریل ۱۹۷۶) جودوکار، ورزشکار هنرهای رزمی ترکیبی و سیاستمدار اهل لیتوانی است.